# Хек
Хек (њем. Heek) општина је у њемачкој савезној држави Северна Рајна-Вестфалија. Једно је од 17 општинских средишта округа Боркен. Према процјени из 2010. у општини је живјело 8.471 становника. Посједује регионалну шифру (AGS) 5554024.

## Географски и демографски подаци
Хек се налази у савезној држави Северна Рајна-Вестфалија у округу Боркен. Општина се налази на надморској висини од 50 метара. Површина општине износи 69,3 km². У самом мјесту је, према процјени из 2010. године, живјело 8.471 становника. Просјечна густина становништва износи 122 становника/km².

## Међународна сарадња
| Мјесто          | Држава    | Врста сарадње | Од    |
| --------------- | --------- | ------------- | ----- |
| Хумело ен Кепел | Холандија | партнерство   | 1983. |
| Извор           |           |               |       |